# Hrabstwo Scott (Illinois)
Hrabstwo Scott – hrabstwo w USA, w stanie Illinois, z liczbą ludności wynoszącą 5 537, według spisu z 2000 roku. Siedzibą administracji hrabstwa jest Winchester.

## Geografia
Według spisu hrabstwo zajmuje powierzchnię 655 km², z czego  650 km² stanowią lądy, a 5 km² (0,73%) wody.

### Miasta
- Naples
- Winchester

### Wioski
- Alsey
- Bluffs
- Exeter
- Glasgow
- Manchester

### Sąsiednie hrabstwa

Stan Illinois na mapie USA

- Hrabstwo Morgan – wschód
- Hrabstwo Greene – południe
- Hrabstwo Pike – zachód

## Historia
Hrabstwo Monroe powstało w 1839 roku z terenów hrabstwa: Morgan. Swoją nazwę obrało na cześć lokalnej rodziny pionierów o nazwisku Scott.

## Demografia
Według spisu z 2000 roku hrabstwo zamieszkuje 5537 osób, które tworzą 2222 gospodarstw domowych oraz 1562 rodzin. Gęstość zaludnienia wynosi 9 osób/km². Na terenie hrabstwa jest 2464 budynków mieszkalnych o częstości występowania wynoszącej 4 budynków/km². Hrabstwo zamieszkuje 99,46% ludności białej, 0,04% ludności czarnej, 0,14% rdzennych mieszkańców Ameryki, 0,13% Azjatów, 0,04% ludności innej rasy oraz 0,20% ludności wywodzącej się z dwóch lub więcej ras, 0,18% ludności to Hiszpanie, Latynosi lub inni.
W hrabstwie znajduje się 2222 gospodarstw domowych, w których 33,80% stanowią dzieci poniżej 18. roku życia mieszkający z rodzicami, 58,30% małżeństwa mieszkające wspólnie, 8,30% stanowią samotne matki oraz 29,70% to osoby nie posiadające rodziny. 26,10% wszystkich gospodarstw domowych składa się z jednej osoby oraz 13,80% żyje samotnie i ma powyżej 65. roku życia. Średnia wielkość gospodarstwa domowego wynosi 2,47 osoby, a rodziny 2,98 osoby.
Przedział wiekowy populacji hrabstwa kształtuje się następująco: 25,10% osób poniżej 18. roku życia, 7,80% pomiędzy 18. a 24. rokiem życia, 27,30% pomiędzy 25. a 44. rokiem życia, 23,30% pomiędzy 45. a 64. rokiem życia oraz 16,50% osób powyżej 65. roku życia. Średni wiek populacji wynosi 39 lat. Na każde 100 kobiet przypada 93,30 mężczyzn. Na każde 100 kobiet powyżej 18. roku życia przypada 92,00 mężczyzn.
Średni dochód dla gospodarstwa domowego wynosi 36 566 USD, a dla rodziny 42 924 dolarów. Mężczyźni osiągają średni dochód w wysokości 30 099 dolarów, a kobiety 21 385 dolarów. Średni dochód na osobę w hrabstwie wynosi 16 998 dolarów. Około 6,50% rodzin oraz 9,70% ludności żyje poniżej minimum socjalnego, z tego 13,10% poniżej 18. roku życia oraz 6,30% powyżej 65. roku życia.